# Chichey
Chichey település Franciaországban, Marne megyében. Lakosainak száma 170 fő (2022. január 1.). Chichey Saint-Remy-sous-Broyes, Gaye, Queudes, Saudoy, Sézanne és Vindey községekkel határos.

## Népesség
A település népességének változása:
| Lakosok száma | 103  | 107  | 151  | 152  | 170  | 173  | 175  | 174  | 173  | 170  |
|               | 1968 | 1982 | 1990 | 2006 | 2013 | 2015 | 2017 | 2019 | 2020 | 2022 |